# William Bryant
Pour les articles homonymes, voir Bryant.
William Bryant (v.1757-Batavia, 22 décembre 1791) est un bagnard britannique, célèbre pour son évasion familiale - avec sa femme et leurs deux enfants - qui lui fit faire un voyage spectaculaire jusqu'au Timor alors colonie hollandaise.

## Biographie
Pêcheur cornique, il est condamné à mort, peine ramenée à sept ans de bagne à Botany Bay pour contrebandes et autres activités illégales (mars 1784) et est transporté sur la First Fleet (1787). Il y rencontre Mary Braund, déportée comme lui et qui accouche durant le trajet d'une fille.
Arrivés en Australie, il épouse Mary. Le couple aura alors un nouvel enfant, un garçon (1790). Résolu à s'enfuir, il y parvient avec sept détenus, sa femme et les deux enfants, passe par la Grande barrière de corail, le détroit de Torres et la Mer d'Arafura pour atteindre Timor, gagnant Kupang après 69 jours de voyage.
Découverts en septembre 1791, ils sont remis à Edward Edwards en octobre. Lorsque celui-ci arrive à Batavia en novembre, de nombreux hommes, dont Bryant, sont malades des fièvres. Son fils, Emmanuel, meurt le 1er décembre. William Bryant meurt quant à lui le 22 décembre 1791. Il sera suivi par trois autres convicts.
Mary, sa fille Charlotte ainsi que les quatre autres bagnards survivants sont remis au capitaine John Parker qui les traite mieux qu'Edwards. Charlotte meurt en mer le 6 mai 1792. Ils arrivent enfin à Londres en juillet 1792.
En Angleterre, bien qu'ayant échoué dans leur fuite, leur aventure soulève l'admiration. James Boswell prend alors leur défense et obtient leur grâce. Après un an à la prison de Newgate où elle reçoit des dons du public, Mary est libérée en mai 1793 et les autres bagnards le 2 novembre 1793.

## Œuvre
William Bryant laisse un journal de ses aventures, Reminescences on a Voyage from Sydney Cove, N.S.W. to Timor.

## Culture
Le récit de son évasion a été l'objet de livres, de films (Escape from Australia: a convict's tale, Mary Bryant (2005)), ainsi que d'une série télévisée (L'Incroyable voyage de Mary Bryant (2005), d'une pièce de théâtre et est l'un des protagonistes d'une bande dessinée (Terra Doloris, de Philippe Nicloux  et Laurent-Frédéric Bollée, Glénat, 2018  (ISBN 978-2-344-00787-7)).